# Iron Response Element

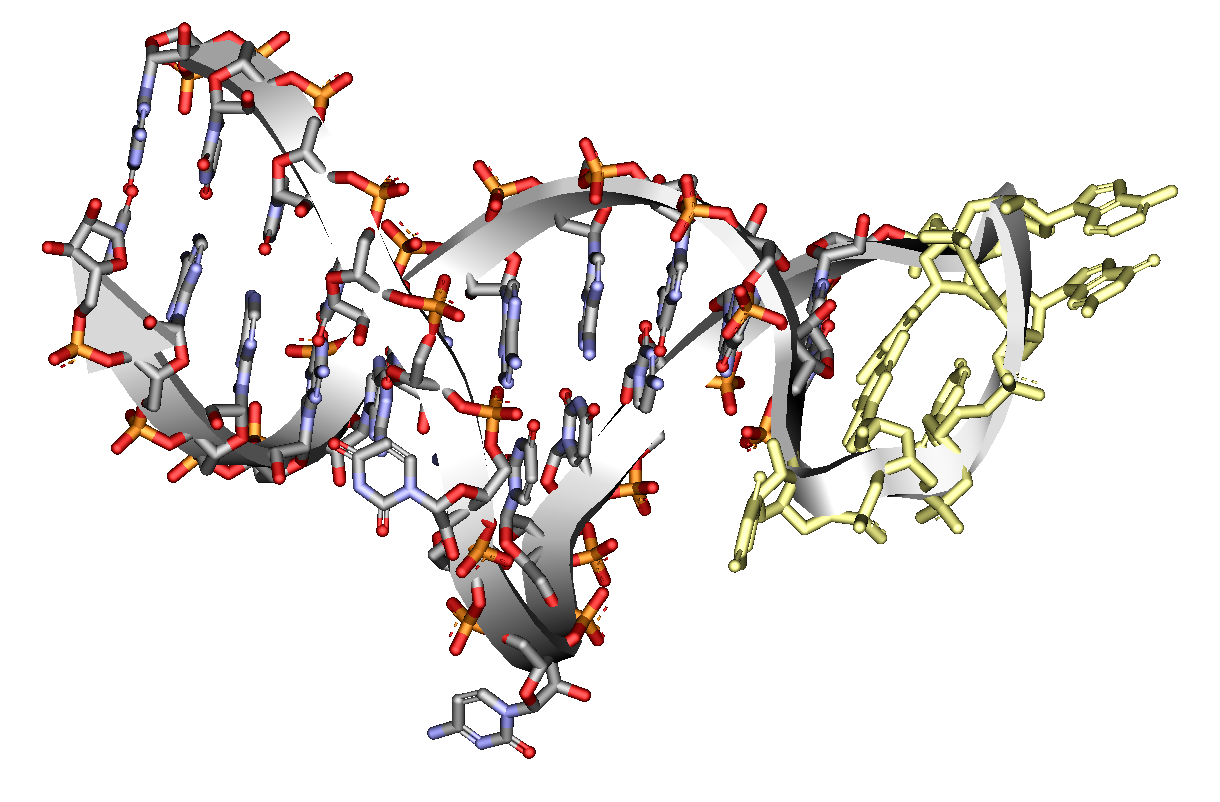
Stäbchenmodell eines Teils von Ferritin-mRNA nach (gelb: IRE).

Schematische Darstellung der Sekundärstruktur eines Iron Response Elements

Das Iron Response Element (IRE, engl. etwa auf Eisen reagierendes Element) ist eine Struktur in einer mRNA, die eine Regulation der von dieser RNA ausgehenden Proteinsynthese (Translation) in Abhängigkeit von der Verfügbarkeit von Eisen in der Zelle erlaubt. IREs spielen dadurch eine zentrale Rolle bei der Kontrolle der Genexpression des Eisen-Stoffwechsels in Tieren. Sie finden sich dagegen nicht in Pflanzen oder Pilzen.  

## Struktur
Iron Response Elemente sind zwischen verschiedenen Genen und Organismen hoch konserviert, das heißt ihre Nukleotidsequenzen und vor allem die vom Element eingenommene räumliche Struktur ähneln sich bei allen IREs stark. Sie bilden eine kurze Haarnadelstruktur aus. Diese besteht aus einem in der Sequenz variablen, doppelsträngigen Stamm, der etwa in der Mitte eine oder mehrere ungepaarte Basen enthält und dadurch einen charakteristischen Knick ausbilden kann. An den oberen, fünf gepaarte Basen umfassenden, Teil des Stammes schließt eine sechs Basenpaare umfassende Schleife mit der Consensussequenz 5'-CAGUGN-3'  an.

## Regulation
Das IRE dient bei Eisenmangel als Bindungsstelle für Iron Response Proteine (IRPs, auch IRE-Bindeproteine, IRE-BP). Diese Bindung führt abhängig von der Position zu unterschiedlichen Effekten:
- Die Bindung von IRPs an ein einzelnes IRE in der 5'UTR (dem nicht-translatierten Bereich vor der proteincodierenden Sequenz) einer mRNA führt zur Repression der Translation, wahrscheinlich indem es die Bindung der Ribosomen an die RNA verhindert. Dadurch sinkt die Menge des entsprechenden Proteins in der Zelle. Ein Beispiel eines auf diese Weise regulierten Proteins ist das Eisenspeicherprotein Ferritin.

- Die Bindung von IRPs an mehrere IREs in der 3'UTR (dem nicht-translatierten Bereich hinter der proteincodierenden Sequenz) einer mRNA führen zu deren Stabilisierung, wahrscheinlich indem sie den Angriff durch RNasen verhindern. Dadurch kann die mRNA länger translatiert werden und die Konzentration des entsprechenden Proteins in der Zelle steigt. Ein Beispiel eines auf diese Weise regulierten Proteins ist der Transferrinrezeptor, der über die Bindung des Eisentransportproteins Transferrin eine erhöhte Eisenaufnahme in die Zelle erlaubt.